# Frank Field (homme politique, 1942)
Pour les articles homonymes, voir Frank Field.
Frank Ernest Field, né le 16 juillet 1942 à Edmonton (Middlesex) et mort le 23 avril 2024 à Londres, est un homme politique britannique membre du Parti travailliste et député de Birkenhead de 1979 à 2019. Il siège de 2020 à sa mort à la chambre des lords.
Il a fait partie du Comité de campagne du parti Vote Leave (parti créé en faveur du Brexit), qui a emporté la majorité lors du Référendum sur l'appartenance du Royaume-Uni à l'Union européenne.

## Engagements
Frank Field croit en la lutte contre le changement climatique et fonde avec Johan Eliasch une ONG qui vise à protéger la forêt tropicale : Cool Earth. Field est l'instigateur de l'idée d'un réseau mondial de forêts protégées du Commonwealth, bien qu'il n'ait pas réussi à susciter l'intérêt politique pendant un certain nombre d'années ; selon Field, lorsque la reine a été informée de l'idée, elle l'a soutenue avec enthousiasme et l'initiative a été lancée sous le nom de Queen's Commonwealth Canopy en 2015.
En 2010, il préside la Liverpool City Region Poverty and Life Chances Commission pour créer une nouvelle stratégie pour le gouvernement afin d'abolir la pauvreté des enfants.

## Résultats électoraux
Élections générales britanniques de 2019 — Birkenhead
| Parti politique         | Parti politique           | Nom                     | Voix   | %       | ±%    | Maj.   |
| ----------------------- | ------------------------- | ----------------------- | ------ | ------- | ----- | ------ |
|                         | Travailliste              | Mick Whitley            | 24 990 | 59,04 % | −17,8 | 17 705 |
|                         | Birkenhead Social Justice | Frank Field (sortant)   | 7 285  | 17,21 % | 17,2  |        |
|                         | Conservateur              | Claire Rowles           | 5 540  | 13,09 % | −5,3  |        |
|                         | Libéraux-démocrates       | Stuart Kelly            | 1 620  | 3,83 %  | 1,3   |        |
|                         | Brexit                    | Darren Lythgoe          | 1 489  | 3,52 %  | 3,5   |        |
|                         | Vert                      | Pat Cleary              | 1 405  | 3,32 %  | 1,2   |        |
| Total des votes valides | Total des votes valides   | Total des votes valides | 42 329 | 100 %   |       |        |
| Électeurs inscrits      | Électeurs inscrits        | Électeurs inscrits      | 63 762 |         |       |        |